# Oorlog en vrede (reliëf)

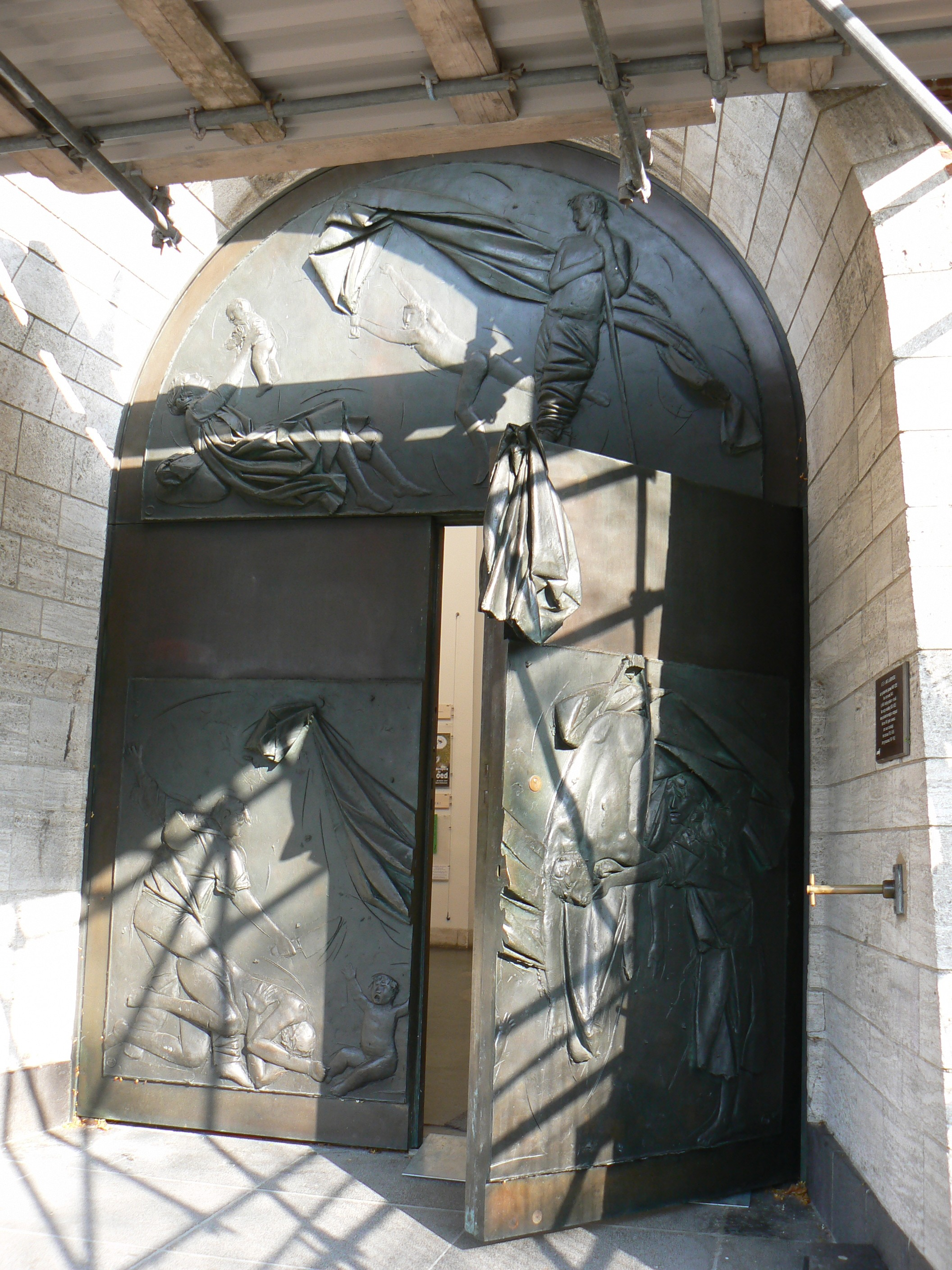
Oorlog en vrede van Manzù, Rotterdam

Oorlog en vrede is het thema van het reliëf op de deuren van de Sint-Laurenskerk in de Nederlandse stad Rotterdam. Het reliëf en de deuren, van brons gemaakt, zijn ontworpen door Giacomo Manzù. In de panelen worden de verschrikkingen van de oorlog en de vreugde van vrede uitgebeeld. Het werd op 22 november 1968 onthuld.
Het kunstwerk vormt de afsluiting van een jarenlange restauratie van de Sint-Laurenskerk. Na het bombardement van 14 mei 1940 stond van de kerk alleen nog een deel van de toren en enkele stukjes van de buitenmuren overeind.
Dit beeld is onderdeel van de Internationale Beelden Collectie. 